# Sokác nyelv
A sokác nyelv (sokácul Šokački jezik - Шокачки језик) délszláv nyelvekhez tartozó, egyelőre azonban vitatott státuszú nyelv, amelyet a sokácok használnak. Az Osztrák–Magyar Monarchiában külön nemzetiségként és nyelvként szerepelt a sokác, persze az akkori magyarosító politikának volt ilyen módszere az egyes elszigetelt nemzetiségek megosztására és az anyaországtól való elválasztására.
A sokác tekinthető az ún. szerbhorvát nyelv részeként, amely a szerbek, bosnyákok, montenegróiak és horvátok közös abstandnyelve, velük diarendszert alkot, de nincs sztenderd irodalmi nyelve.

## Eredete és beszélői
A török háborúk idején a délvidéki területek jelentős része kipusztult, emiatt már a török hódoltság idején tömegével települtek a Balkánról délszlávok északra, akik a törökökkel szemben megőrizték római katolikus vallásukat. A sokácok Boszniából érkeztek.
A sokác nyelvet beszélők ma döntően a Bácskában élnek, a szerbiai Vajdaságban, míg másrészük Szlavóniában, Horvátországban. A bácskai települések közül Szond, Bácsbéreg, Monostorszeg és Zombor területén élnek. Magyarországon Mohács környékén beszélnek sokácul. Becslések szerint a Bácskában húszezer sokác nyelvű élhet, míg a többi területről nincs adat.
Egykor a Szerémségben is beszélték, mára azonban nem találni arra sokác nyelvűeket.

## A nyelv jellegzetességei
A sokác a régi štokavi tájszólásokból alakult ki, ezért azok archaikus elemeiből rengeteget megőrzött. A legközelebbi rokonának a szomszédságában beszélt bunyevác nyelv számít, amely szintén štokavski eredetű.
A sokácot nem ismerik el nyelvnek, noha horvát, bosnyák és szerb között is alig vannak különbségek. Azonban vita folyik arról, hogy szerb, vagy horvát dialektusként sorolják be. A sokácok jó része sem tekinti magát külön népcsoportnak. A szlavóniaiak horvátoknak, míg a bácskaiak szerbeknek jelölik meg magukat, s a mohácsi sokácok is a horvátokhoz tartozónak definiálják magukat. Újabban Szerbiában azonban elismerik a sokác nemzetiséget és a nyelvet is, a horvátok szerint azonban a szerbek így próbálják megosztani a horvátokat.
A szlavóniai sokác tájszólásokban keverednek az ikavi és ekavi elemek, míg a Bácskában az ikavi a meghatározó, de Podravinában az ekavi a meghatározó. Magyarországon néhány faluban számos -jat végződésű ige őrződött meg.
Mivel ó-štokavi eredetű, ezért hangsúlyváltozását tekintve a napjainkban beszélt štokavitól jobban eltér. A Száva völgyében beszélt sokác nyelvjárásokból tűnik ki leginkább a régi štokavski elemek használata. Ilyen régi elem, az šć hang használata. A horvát és egyes változata scs, vagy keményen štycs-nek mondja, addig a sokác lágy st-nek. A horvát bot=šćap sokácul štap. A hangsúly az utolsó, vagy utolsó előtti szótagon áll, ritkábban az elején.
Néhány, mint az említett Podravinában is a horvátra és a szerbre jellemző c helyett inkább č-t mondanak. Sokácul a fekete črn, míg horvátul crn. Ezt a kiejtést a gradistyei nyelv használja még.
Az archaikus štokavi jellemzők miatt a sokác közelebb áll a kaj és a čakavski dialektusokhoz, mint a mostnai štokavskihoz.
A sokác a horvát-típusú latin ábécét használja. De talán benne van még a bosnyák - török cs, s betű is. Amit csak a Boszniai sokácok írnak.
Sokác ábécé:
a b c č ć ҫ d đ dz dž e f g h i j k l lj m n nj o p r s š ş t u v z ž